# زمان را به یاد آور
زمان را به یاد آور یا زمان رو به یاد بیار (به انگلیسی: Remember The Time)، دومین تک‌آهنگ از آلبوم استودیویی خطرناک مایکل جکسون است که در ۳ فوریهٔ ۱۹۹۲ منتشر شد. این ترانه یک موفقیت تجاری محسوب می‌شود، چراکه در جدول بیلبورد ۱۰۰تای برتر رتبهٔ سوم را کسب کرد و شماره‌یک در تک‌آهنگ‌های آر اند بی از مجلهٔ بیلبورد شد.

## موزیک ویدئو
موزیک ویدئو ۹ دقیقه‌ایِ این ترانه با بودجهٔ ۱٬۲۰۰٬۰۰۰ دلار یکی از پرخرج‌ترین ویدئوکلیپ‌های جهان است. این موزیک ویدئو در لوکیشنی با طرح مصر باستان فیلم‌برداری شده و افراد معروفی از جمله ادی مورفی، ایمان عبدالمجید و مجیک جانسون در آن شرکت دارند.
موزیک ویدیوی «زمان را به خاطر بسپار» در ژانویه ۱۹۹۲ در استودیو یونیورسال هالیوود فیلمبرداری شد. قبل از انتشار این ویدئو، شرکت ضبط جکسون با انتشار کلیپ‌ها و همچنین انتشار کلیپ‌های پشت صحنه ساخت این ویدئو، آن را تبلیغ کرد. این ویدیوی نه دقیقه ای به عنوان یک «فیلم کوتاه» تبلیغ شد. اولین بار در ABC, NBC و Fox and BET در ۲ فوریه ۱۹۹۲ پخش شد. پس از پخش این ویدئو در MTV، این کانال یک «فیلم راکی» به نام «خطرناک تر از همیشه» پخش کرد که شامل اجمالی از ساخت این ویدئو بود. شرکت ضبط جکسون ارقام بودجه ویدیو را منتشر نمی‌کند. این ویدئو به کارگردانی جان سینگلتون و طراحی رقص توسط فاطیما رابینسون، تولید مفصلی بود و با بیش از ۹ دقیقه تبدیل به یکی از طولانی‌ترین ویدئوهای جکسون شد. این فیلم در مصر باستان اتفاق می‌افتد و دارای جلوه‌های بصری و جلوه‌های پیشگامانه‌ای توسط ادی مورفی، ایمان، فارسید، مجیک جانسون، تام «تینی» لیستر جونیور و ویلی دریپر بود، که جکسون را به عنوان یک بزرگسال در فیلم ساخته شده به تصویر می‌کشید. -فیلم تلویزیونی جکسون‌ها: رؤیای آمریکایی و اندکی پس از حضور در این ویدیو درگذشت. جکسون در این ویدئو به عنوان یک جادوگر کلاهدار ظاهر می‌شود که وارد یک قصر مصری می‌شود و سعی می‌کند ملکه بی حوصله فرعون را سرگرم کند. دو مجری دیگر شکست خورده‌اند و او آنها را برای اعدام فرستاده‌است. ملکه می‌بیند که این جادوگر متفاوت است - به جای شعبده بازی یا خوردن آتش، از پله‌های تاج و تخت او بالا می‌رود و برای او آواز می‌خواند و از او می‌پرسد که آیا «زمانی که با هم بودند را به خاطر می‌آورد». فرعون (با بازی مورفی) به سختی از این حرکت قدردانی می‌کند و نگهبانان خود را احضار می‌کند. جکسون به اتاق دیگری فرار می‌کند و رقص مفصلی به سبک مصری را با خادمان فرعون شروع می‌کند. وقتی نگهبانان او را پیدا می‌کنند، جکسون تبدیل به شن طلایی می‌شود. در این ویدئو، جکسون لباسی از ساتن طلا به تن داشت. او زنجیر طلایی، دامن سفید با ارسی آویزان فالیک، شلوار سیاه و چکمه‌های سیاه پوشیده بود. این ویدیو دارای یک روال رقص پیچیده از لحاظ فیزیکی است که به مرکز ویدیوهای دیگر آلبوم Dangerous تبدیل شد. این موزیک ویدیو عموماً مورد استقبال منتقدان موسیقی قرار گرفت. ایرا رابینز از اینترتینمنت ویکلی، ویدیوی «زمان را به خاطر بسپار» به عنوان یک «تفریح زیبای مصر باستان» توصیف کرد. این موزیک ویدیو در آلبوم‌های ویدیویی ظاهر شد: Dangerous – The Short Films, Video Greatest Hits – HIStory [5] و Michael Jackson's Vision. این موزیک ویدیو، همراه با سایر ویدیوهای Dangerous، اغلب در MTV نمایش داده می‌شد.

## عملکرد موزیک
"زمان را به خاطر بسپار" در ۷ مارس ۱۹۹۲، هفت هفته پس از انتشار تک آهنگ، در رتبه سوم بیلبورد هات ۱۰۰ قرار گرفت.
این آهنگ موفقیت مشابهی در سایر نمودارهای بیلبورد داشت. در ۷ مارس در صدر آهنگ‌های R&B/Hip-Hop قرار گرفت و در ۴ آوریل ۱۹۹۲ به رتبه دوم در آهنگ‌های Dance/Club Play و رتبه ۱۵ در Adult Contemporary در ۲۱ مارس همان سال رسید. این آهنگ در رتبه دوم در بیلبوردهای موسیقی رقص داغ/فروش تک‌آهنگ‌های ماکسی به اوج رسید. این گواهینامه طلا توسط انجمن صنعت ضبط آمریکا برای ارسال بیش از ۵۰۰۰۰۰ دستگاه در ایالات متحده در مارس ۱۹۹۲، و بعداً سه پلاتین در سال ۲۰۲۲ دریافت کرد. این آهنگ موفقیت تجاری مشابهی در سطح بین‌المللی داشت و در زمان انتشار در فهرست ۲۰ آهنگ برتر در تمام مناطق اصلی قرار گرفت. در بریتانیا، "Remember the Time" برای اولین بار در ۱۵ فوریه ۱۹۹۲ وارد بیلبورد شد و در رتبه ششم قرار گرفت. هفته بعد، در ۲۲ فوریه، آهنگ در جدول شماره سه قرار گرفت، جایی که به اوج خود رسید. این آهنگ در مجموع هشت هفته در جدول باقی ماند.
«زمان را به خاطر بسپار» برای دو هفته متوالی در صدر جدول نیوزلند قرار گرفت و اولین بار در ۲۳ فوریه در رتبه سوم قرار گرفت. در هلند و سوئیس به رتبه چهار رسید. این آهنگ همچنین در فهرست ده‌های برتر چارت‌های فرانسوی، استرالیایی، سوئدی، ایتالیایی و نروژی قرار گرفت. اوج گرفتن در شماره پنج، شش، هشت و ده. این نمودار در ۲۰ جدول برتر قرار گرفت و در رتبه ۱۶ در اتریش قرار گرفت. پس از انتشار مجدد برای کمپین رؤیایی جکسون در سال ۲۰۰۶، «زمان را به خاطر بسپار» در تاریخ انتشار نمودار در ۱۴ می ۲۰۰۶ به رتبه دوم در اسپانیا رسید. پس از مرگ جکسون در ژوئن ۲۰۰۹، موسیقی او شاهد افزایش محبوبیت بود. در بریتانیا، در نمودار ۱۱ ژوئیه، آهنگ دوباره در شماره ۸۱ قرار گرفت.